# Josef Fišera
Josef Fišera, né le 4 juin 1912 à Kluky (village alors en Autriche-Hongrie) et mort le 9 janvier 2005 à Paris, est un résistant franco-tchécoslovaque. 
Très actif sous l'Occupation, il s'engage dans le sauvetage de réfugiés et de personnes recherchées, notamment des enfants juifs. Il participe à partir de 1948 à la dissidence contre la domination soviétique en Tchécoslovaquie. Il est reconnu en 1988 Juste parmi les nations. 

## Biographie
Josef Fišera naît le 4 juin 1912 à Kluky, village alors situé dans l'Empire austro-hongrois, qui appartiendra ensuite à la Tchécoslovaquie. Sa famille est protestante et a déjà du fuir la Bohême au cours des siècles précédents. 
Il se rend à Paris en 1939 pour faire ses études. Au moment de la Seconde Guerre mondiale, il s'engage dans les forces tchécoslovaques en France, puis dans la Résistance, après la signature de l'armistice. Il devient alors responsable d'une organisation d'assistance aux réfugiés. Il fonde la Maison d'accueil chrétienne pour enfants (MACE) qui a l'autorisation de rapatrier des enfants tchécoslovaques réfugiés en France. Il participe aussi au sauvetage d'enfants juifs recherchés par les troupes d'occupation nazies, qui sont dissimulés parmi les rapatriés légaux. Ses activités résistantes s'amplifient ; il est arrêté le 29 octobre 1943 par les Allemands et subit la torture, mais il survit. Toutes les personnes qu'il protège restent en sécurité. 
Dès la fin de la guerre, il poursuit son combat, cette fois pour libérer la Tchécoslovaquie de la domination, d'abord sous Joseph Staline puis sous l'URSS post-stalinienne. En 1968, il prend fortement position en faveur de l'initiative de libéralisation politique d'Alexander Dubček. 
Josef Fišera travaille ensuite comme chargé de cours à l'École des hautes études en sciences sociales (EHESS). En 2002, il publie un ouvrage à caractère autobiographique dans lequel il retrace son parcours et étudie les liens culturels entre la Tchéquie et l'Union européenne. 
Il meurt le 9 janvier 2005 à Paris. 

## Reconnaissance et hommages
Josef Fišera est reconnu le 13 juin 1988 Juste parmi les nations, par Yad Vashem. Un arbre est planté dans la Vallée des Justes en Israël.
Au moment de sa mort en 2005, une cérémonie est organisée en son honneur aux Invalides. En novembre 2006, une plaque est inaugurée à l'école Freinet de Vence en son hommage. L'ambassadeur tchèque en France assiste à la cérémonie.